# Spinus
Spinus er en slægt af fugle i familien finker, der mest er udbredt i Nord- og Sydamerika. Slægten er foreslået at omfatte nogle af de arter, der traditionelt placeres i slægten Carduelis, og som på grund af ny viden om deres afstamning bør placeres i egen slægt.
To af de tyve arter i slægten findes i Eurasien, hvor den almindeligste af de to er grønsisken (S. spinus), som i Danmark er en almindelig trækgæst og uregelmæssig ynglefugl. Alle arter i slægten har et kegleformet næb med bred basis og med lige eller kun svagt bøjet næbryg. Vingerne er lange og smalle, og halen er kløftet.

## Arter
Blandt nogle af arterne i slægten Spinus er:
- Grønsisken, S. spinus
- Tibetsisken, S. thibetana
- Guldsisken, S. tristis
- Fyrresisken, S. pinus